# Bathophilus filifer
Bathophilus filifer is een straalvinnige vissensoort uit de familie van Stomiidae. De wetenschappelijke naam van de soort is voor het eerst geldig gepubliceerd in 1899 door Garman.